# De grootgroeiers
Tom Poes en de grootgroeiers of kortweg De grootgroeiers  is het 30ste verhaal uit de Bommelsaga, geschreven en getekend door Marten Toonder. Het verhaal verscheen voor het eerst op 21 mei 1948 liep tot 12 juli van dat jaar. Het thema is chemische manipulatie.

## Samenvatting
De beruchte Professor Sickbock heeft een middel gevonden om organismen te vergroten, zogenaamde grootgroeikorrels. Wanneer heer Ollie de uitvinding niet wil financieren laat hij muizen los in het slot Bommelstein. Doortastende gemeenteambtenaren gassen het slot uit. 
Tom Poes legt het verband met de grootgroeikorrels en de reusachtige hond en de grote wespen. Op het kasteel komt professor Sickbock wederom om geld vragen. Intussen komt op het politiebureau van Rommeldam brigadier Snuf een heel grote hond tonen aan politiechef Bulle Bas.
Tom Poes heeft inmiddels na een verdoving met gas krimpkorrels toegediend gekregen. De professor ziet nu tot zijn voldoening dat hij kan laten en groeien en krimpen. Bovendien zal heer Bommel hem nu wel geld ter beschikking stellen vanwege zijn gekrompen vriend.
Commissaris Bulle Bas wil de professor in zijn hut aan de Vliegweg 1 arresteren op grond van ordeverstoring en grootgroeikorrels. De hoogleraar stelt dat daar geen wet tegen bestaat. "Ge wenst mij te arresteren op grond van een wet die niet bestaat. Ik weet dat dit tegenwoordig de gewoonte is en ik zal dan ook genoodzaakt zijn mijn stem op de Partij van de Vrijheid uit te brengen."
Commissaris Bulle Bas besluit zijn arrestant in een snelrechtprocedure naar de rechter te Rommeldam te brengen. De politiechef leest de rechter het proces verbaal voor. Maar professor Sickbock zegt desgevraagd tegen de rechter dat hij onoverwinnelijk is door zijn grootgroeikorrels. De rechter veroordeelt hem daarop tot 10 maanden gevangenisstraf. 
Professor Sickbock neemt enige korrels in en ziet Tom Poes uit zijn zak kruipen. Tom Poes geeft enige uitleg aan de rechter en de motivatie van het vonnis van professor Sickbock wordt gewijzigd in het “vergroten of verkleinen” van insecten. De cel kan nu worden vervangen door de kanariekooi van de rechter.
De kooi met professor Sickbock komt in het politiemuseum te staan als ‘kleinkrimpkwestie’. Naast hem een reuzenwesp een ‘grootgroeigeval’. In een nieuw restaurant ‘De Vrolijke Grootgroeier’ vieren heer Bommel en Tom Poes het einde van het avontuur.

## Voetnoot
1. ↑   Decennia later opgepikt door de filmindustrie "Honey, I Shrunk the Kids , (1989) " en "Honey, I Blew Up the Kid , (1992)"

## Tekstbeschouwingen
- De volledige werken verwerpen krantenstrip 390. De commissaris krijgt ook een dreigbrief van professor Sickbock. Terwijl hij zich hierover opwindt komt een reuzenwesp binnenvliegen. Bulle Bas roept om “Snuf”.
- Dit is de schaapherdershut op de heide waar heer Bommel in het vorige verhaal De geheimzinnige sleutel tijdelijk onderdak had gekregen, ongeveer 3 km ten noordwesten van het kasteel.
- In 1948 wordt strook 405 gepubliceerd. De partij is dan net opgeheven en opgegaan in de VVD